# Longin le centurion
Pour les articles homonymes, voir Longin et Saint Longin.
Longin (en latin Longinus) ou Longin le centurion (et parfois saint Longin) est un soldat gaulois des légions romaines qui a percé de sa lance le côté de Jésus de Nazareth pour s'assurer de sa mort lors de la crucifixion. Le nom et le grade de ce soldat, non précisés dans les évangiles, lui ont été attribués par des écrits ultérieurs et la tradition chrétienne.
Selon la tradition, ce soldat se convertit et mourut martyr à Césarée de Cappadoce dont il aurait été originaire,,. Il est fêté le 16 octobre en Orient et le 15 mars en Occident.
Son attribut est la lance (lonkhê en grec ancien, d'où dérive sans doute son nom[source insuffisante]. Il est ainsi nommé dans l'apocryphe Évangile de Nicodème).

## Tradition chrétienne

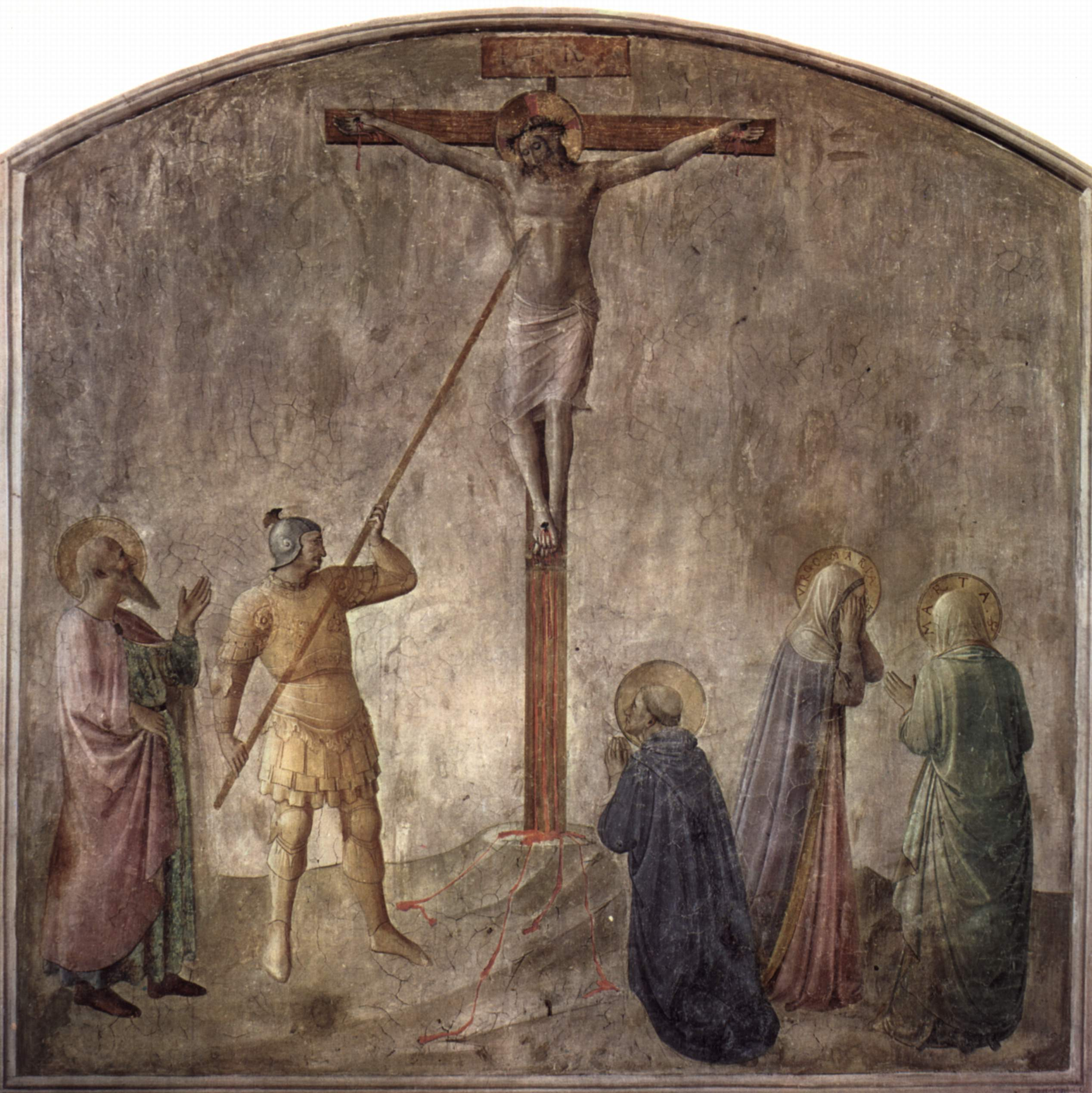
Saint Longin perçant le flanc du Christ de sa lance, Musée national San Marco, Florence.

Une tradition attribue le nom de Longin au centurion cité en Marc 15,39 : « le centurion, qui se tenait en face de la croix, et s'écria, une fois le Christ mort : Vraiment cet homme était Fils de Dieu ! ». Mais les Évangiles canoniques distinguent nettement entre le soldat qui a transpercé le côté du Christ mort (Jn 19,34) et le centurion présent au Calvaire, ému par le tremblement de terre au moment de la Passion, qui s'est écrié : Vraiment cet homme était Fils de Dieu ! (Mt 27,54 ; Mc 15,39).
Selon la tradition très ancienne mais cependant apocryphe qui le considère comme un centurion, Longin, Galate, originaire de Cappadoce, servait dans l'armée romaine et commandait une unité en Judée. Il fut, avec ses hommes, chargé de surveiller la crucifixion de Jésus-Christ et il reçut ensuite mission de garder son corps pour que personne ne pût le dérober ni dire qu'il était ressuscité. Il se serait converti à la vue des prodiges qui ont accompagné la Passion du Christ, ce qui est attesté, au sujet du centurion romain, par le récit évangélique canonique (Mt 27,51-54). La Légende dorée en fait plus tard un héros de roman, aveugle, qui aurait été guéri de sa cécité physique (symbole de cécité spirituelle) par le sang qui aurait coulé de la plaie du Christ en croix jusque dans ses yeux. L'iconographie chrétienne reprend ainsi le thème de sa conversion après avoir reçu dans son œil une goutte de sang du Christ qui le guérit de son ophtalmie.
Après sa mort, ses restes sont transportés en Cappadoce et placés dans une église selon une tradition locale.
Le nom de Longin apparaît dans l'Évangile de Nicodème (16.7), texte apocryphe composé en grec au IVe siècle, et qui tente de compléter les lacunes narratives du récit évangélique, en combinant probablement les deux brèves mentions, l'une de Jean, et l'autre de Matthieu/Marc. La Légende dorée raconte qu'après sa conversion, il renonça aux armes et vécut en ermite en Cappadoce où il « convertit beaucoup de monde ». Le gouverneur local le fit arrêter et, ne parvenant pas à lui faire renier Dieu, lui fit arracher la langue. Saint Longin ne perdit pourtant pas l'usage de la parole et détruisit les idoles païennes présentes. Les démons en sortirent, rendirent fou et aveugle le gouverneur païen, qui fit alors décapiter saint Longin, avant de se repentir lui-même.
C'est donc seulement cet évangile de Nicodème qui assimile Longin au centurion mentionné dans les Évangiles canoniques et qui commence à lui conférer une « épaisseur » historique, ou plutôt légendaire, qui conduit plus tard Bède, puis Raban Maur et Notker à la rédaction d'une Vie de saint Longin.

## Représentation dans les arts

La Crucifixion avec la conversion du centurion, par Lucas Cranach l'Ancien en 1536.

Dans le manuscrit enluminé des Évangiles de Rabula datant du VIe siècle et achevé en 586, une peinture sur parchemin montre Longin le Centurion lors de la Crucifixion.
Son nom, Longinus, figure sur la fresque que le pape Zacharie (741-752) fit exécuter dans l'église Sainte-Marie-Antique, à Rome. C'est l'une des plus anciennes représentations connues de la Crucifixion.
Il est un des saints patrons de la ville de Mantoue et est représenté sur le tableau d'Andrea Mantegna intitulé La Vierge de la Victoire où il figure portant ses attributs : un casque et une lance de couleur rouge (celle du sang mais aussi de la symbolique de la Passion).
Dans le film de Mel Gibson, La Passion du Christ, Longin le centurion est représenté par un romain nommé Cassius, qui apparait  ici être un simple soldat, et qui perce le flanc de Christ de sa lance. Il y est dépeint plutôt positivement, ainsi il demande qui est Marie lors du chemin de croix, aide Simon de Cyrène à  se relever alors que les autres soldats romains le chassent violemment de la colline, hésite à frapper les jambes du Christ, et finalement aide à le détacher de la croix. Il est l'un des rares Romains, avec un autre soldat qui l'accompagne, et le centurion Abenader (personnage fictif du film), qui ne frappe pas le Christ et qui est troublé par sa Passion.
Le sculpteur Gian Lorenzo Bernnini réalise entre 1628 et 1639 une œuvre haute de 4 mètres représentant Saint Longin, celle-ci est conservée en la basilique Saint-Pierre.

## Tradition de Longin le centurion à Mantoue
Selon cette tradition, Longin, qui aurait, après sa guérison, passé sa vie à diffuser la parole évangélique dans le monde, serait arrivé à Mantoue en Italie où il aurait subi le martyre. En 804, le pape Léon III confirma l'authenticité de ses reliques. Au Xe siècle, elles durent être cachées alors que les Hongrois approchaient de la ville pour s'en emparer. C'est en 1048, que l'apôtre Saint André serait apparu à un mendiant, nommé Adalberto, lui révélant où avaient été murées les précieuses reliques. Depuis lors, elles sont conservées dans la crypte de l'église Sant'Andrea de Mantoue.

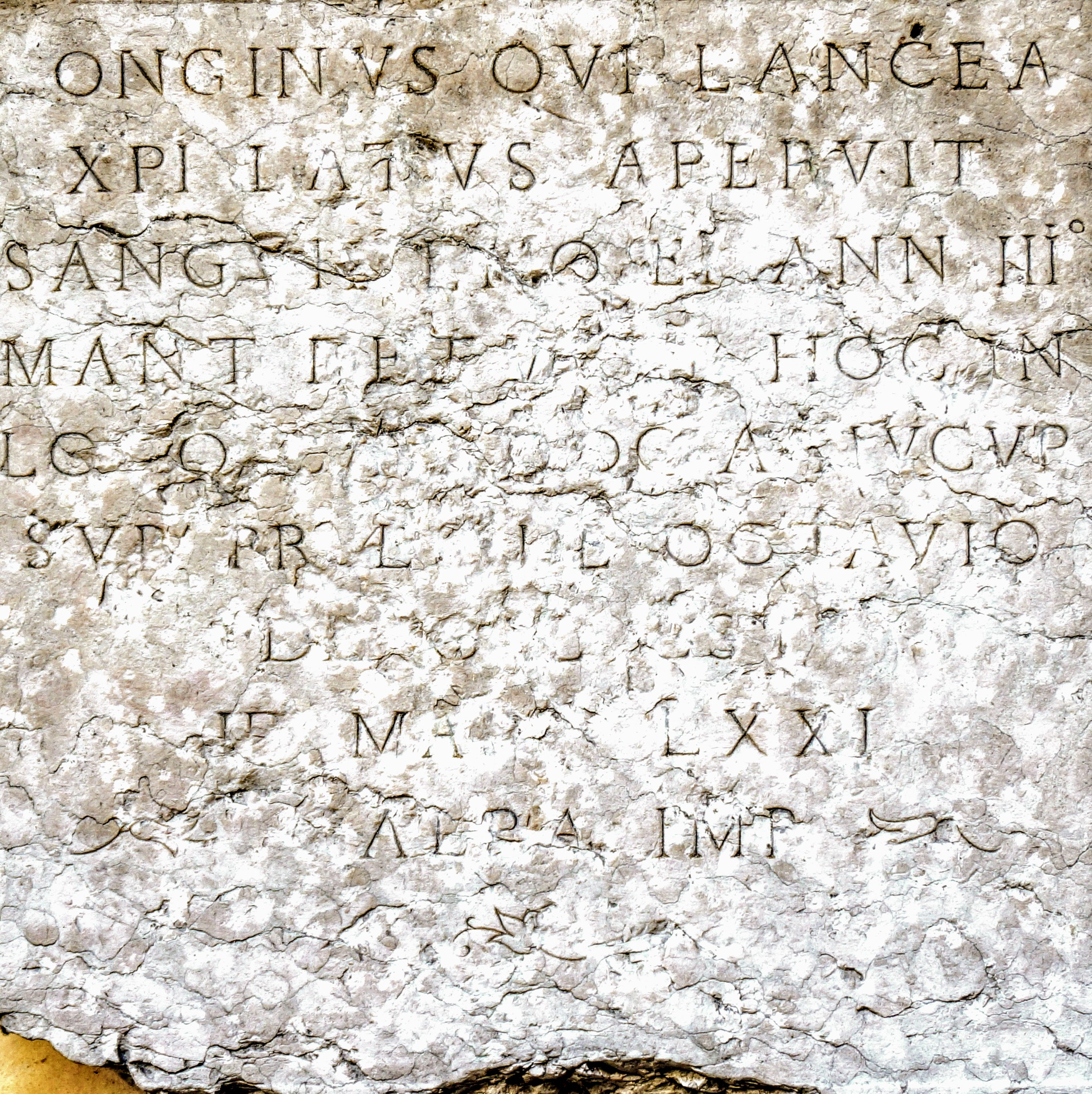
Épitaphe de Longinus à Mantoue « Longinus qui lancea Christi latus aperuit, sanguinemque ejus tertio anno Mantuam detulit, hoc in loco Capadocia nuncupato sub Praeside Octavio decolatus est idibus Martii LXXI Galba Imperator ».

## Galerie

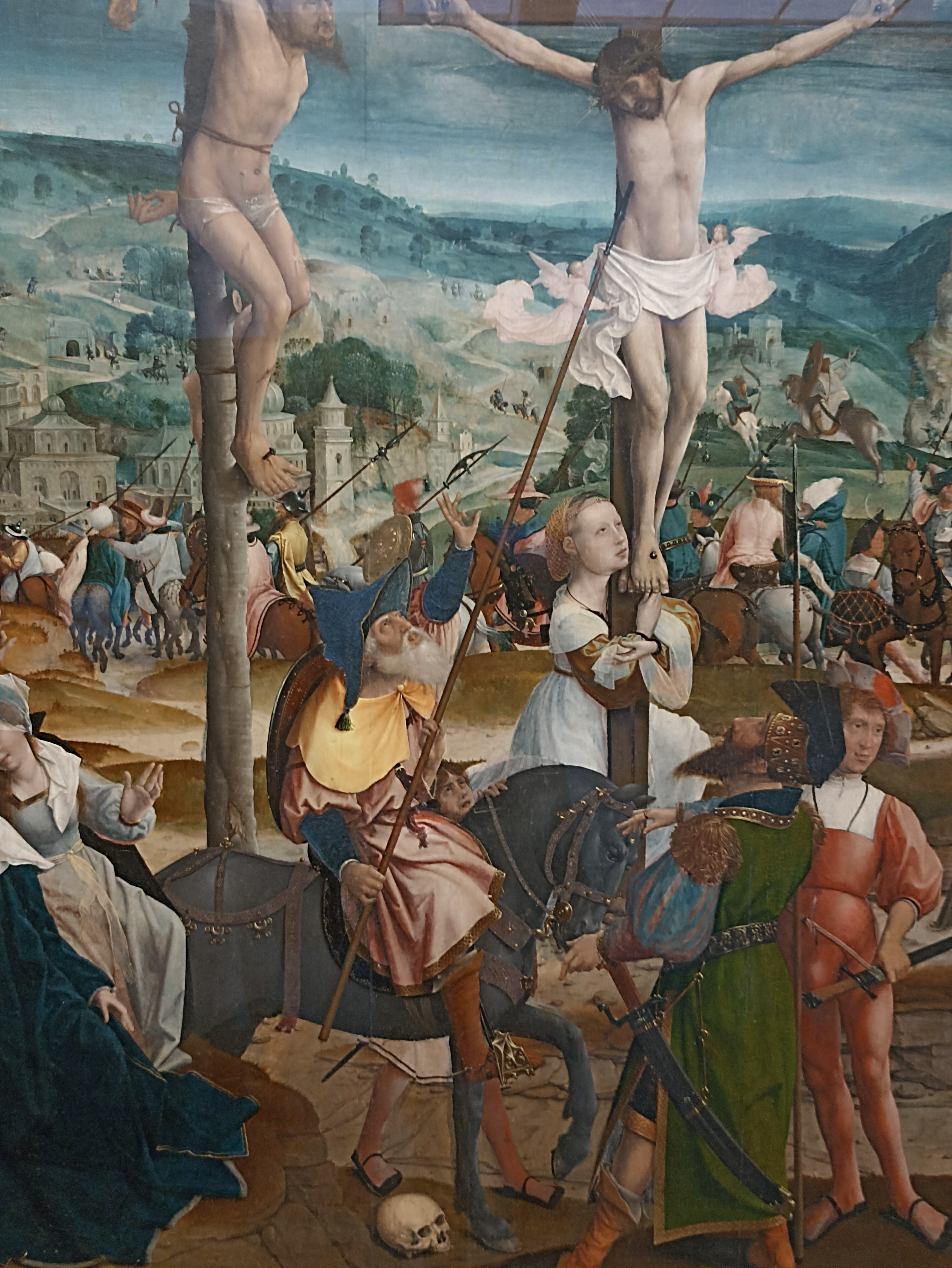
Longin dans La Crucifixion de Jan Provost (détail), entre 1501 et 1505 approx, Musée Groeninge de Bruges.
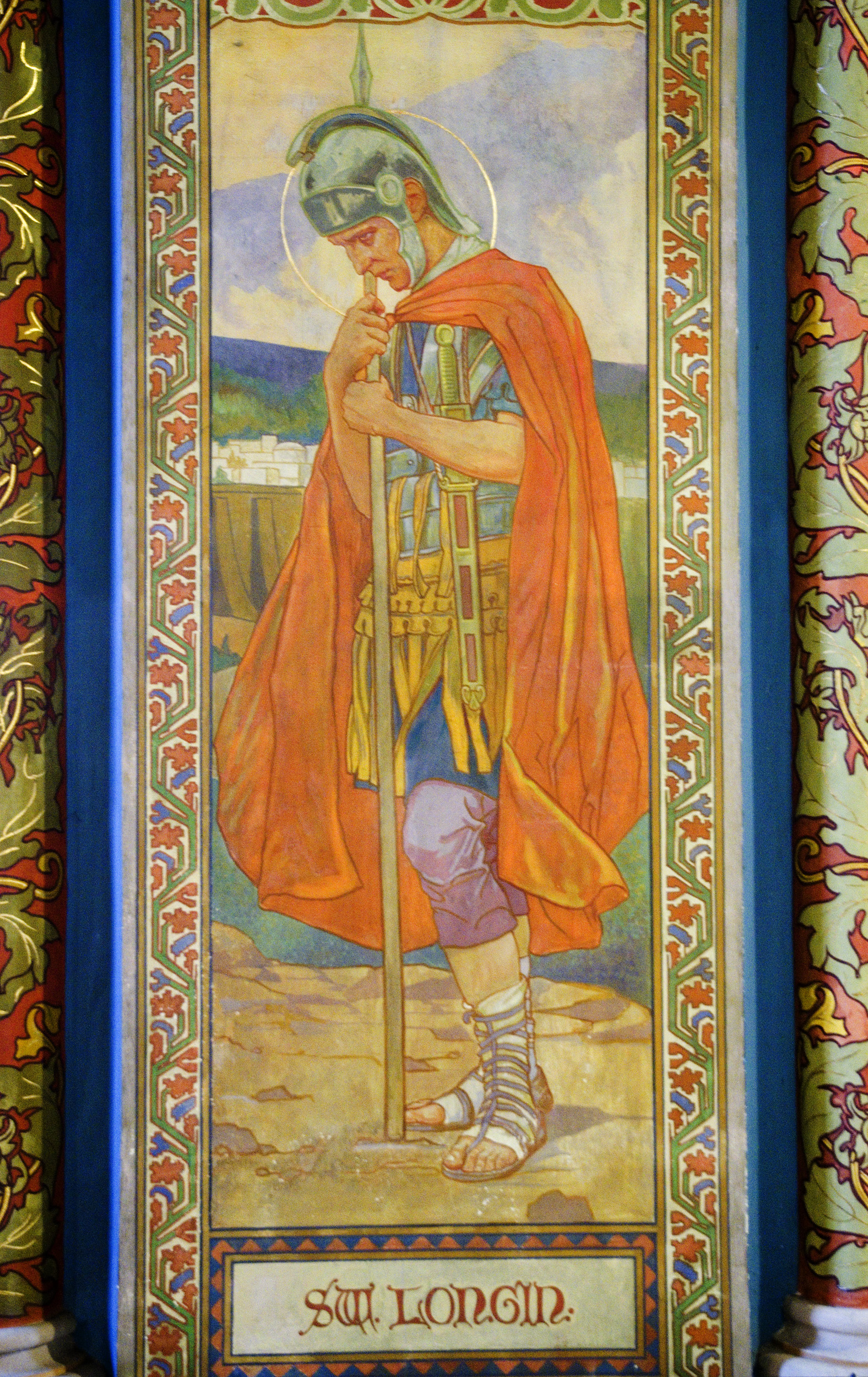
Longin dans la basilique Saint Pierre et Saint Paul à Vyšehrad (Tchéquie).
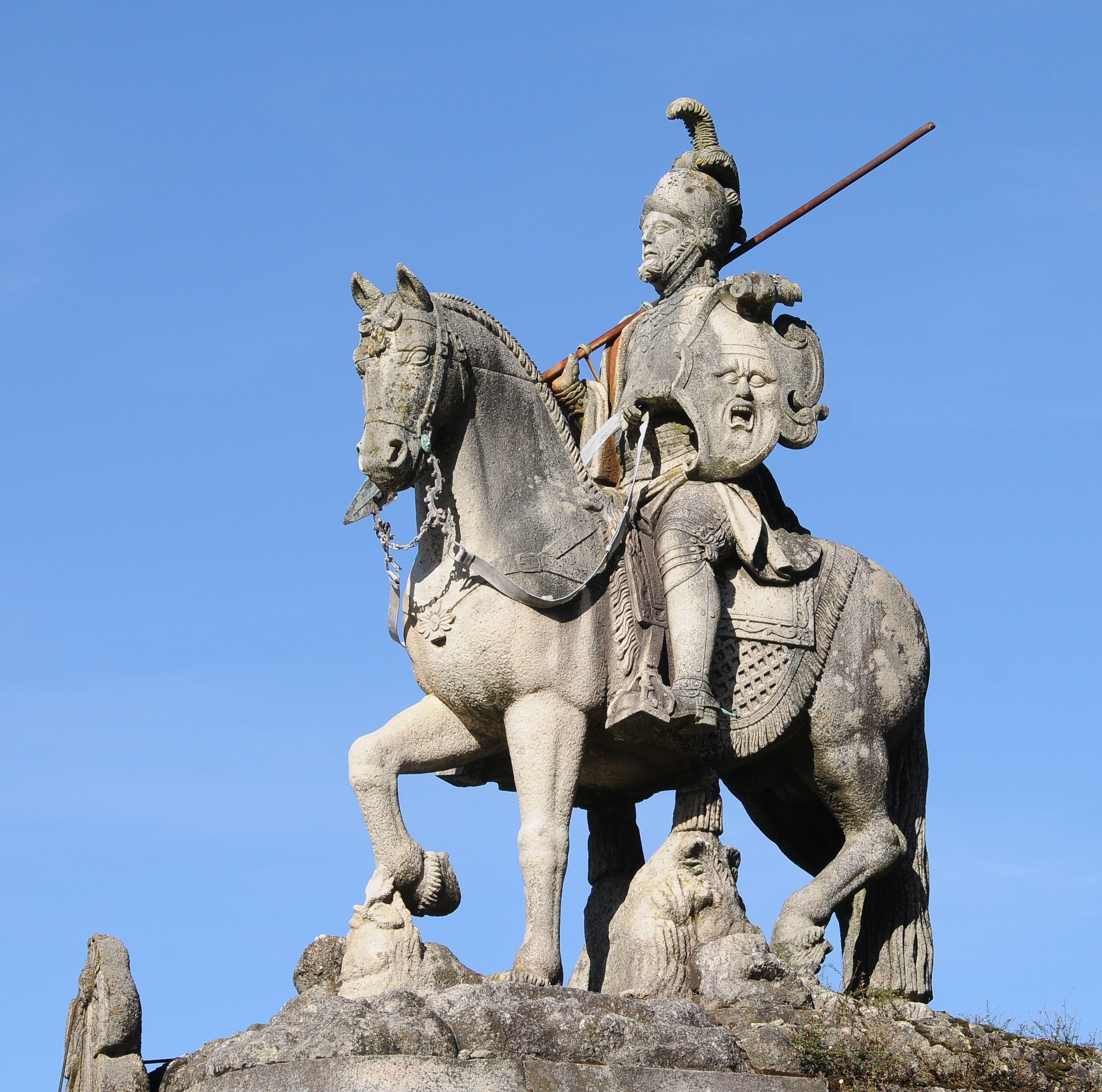
Statue de Longin à Bom Jesus (Portugal).
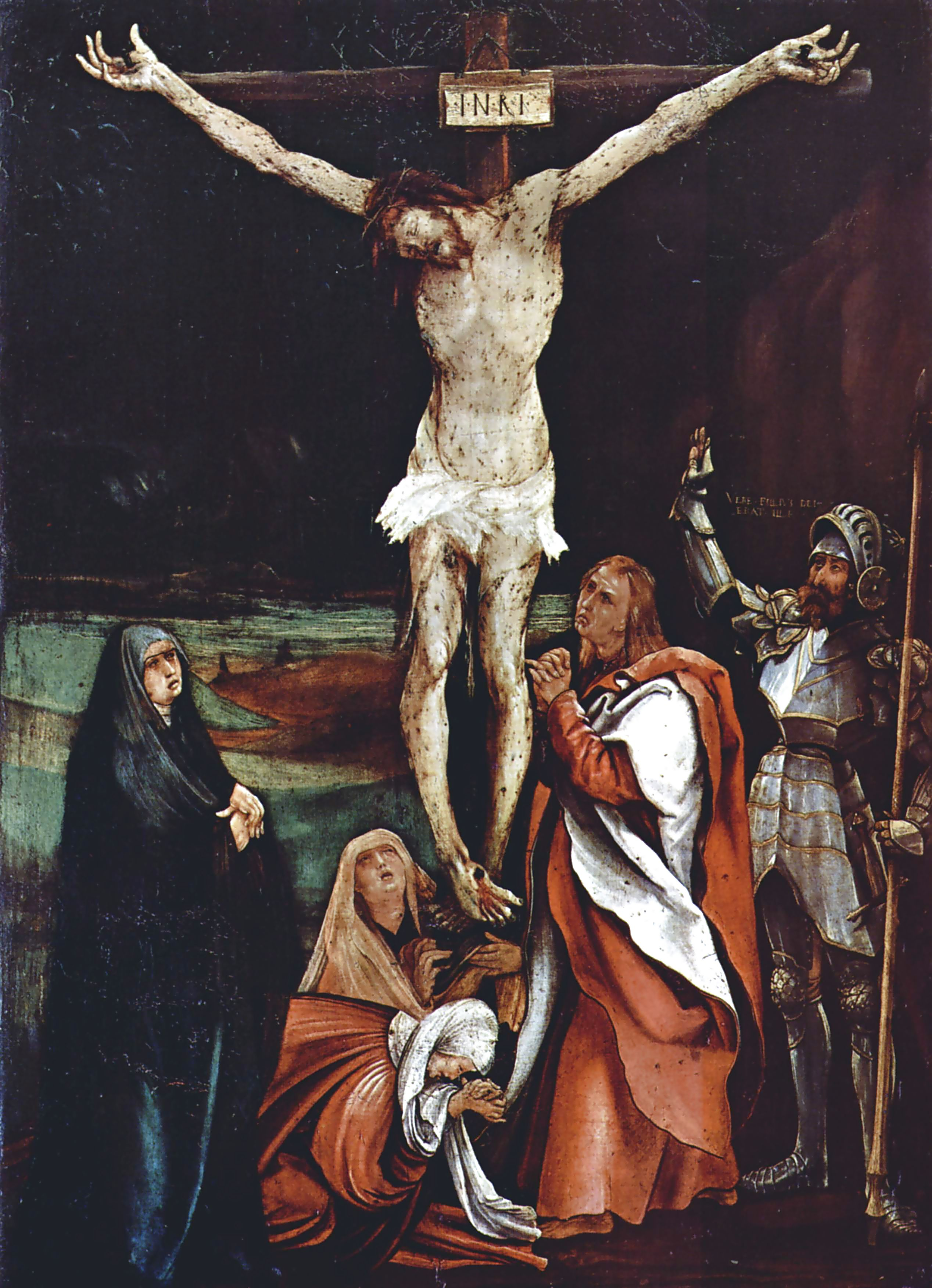
Longin dans La Crucifixion de Matthias Gothart Grünewald, vers 1515, techniques mixtes sur tilleul, Kunstmuseum de Bâle (Suisse).
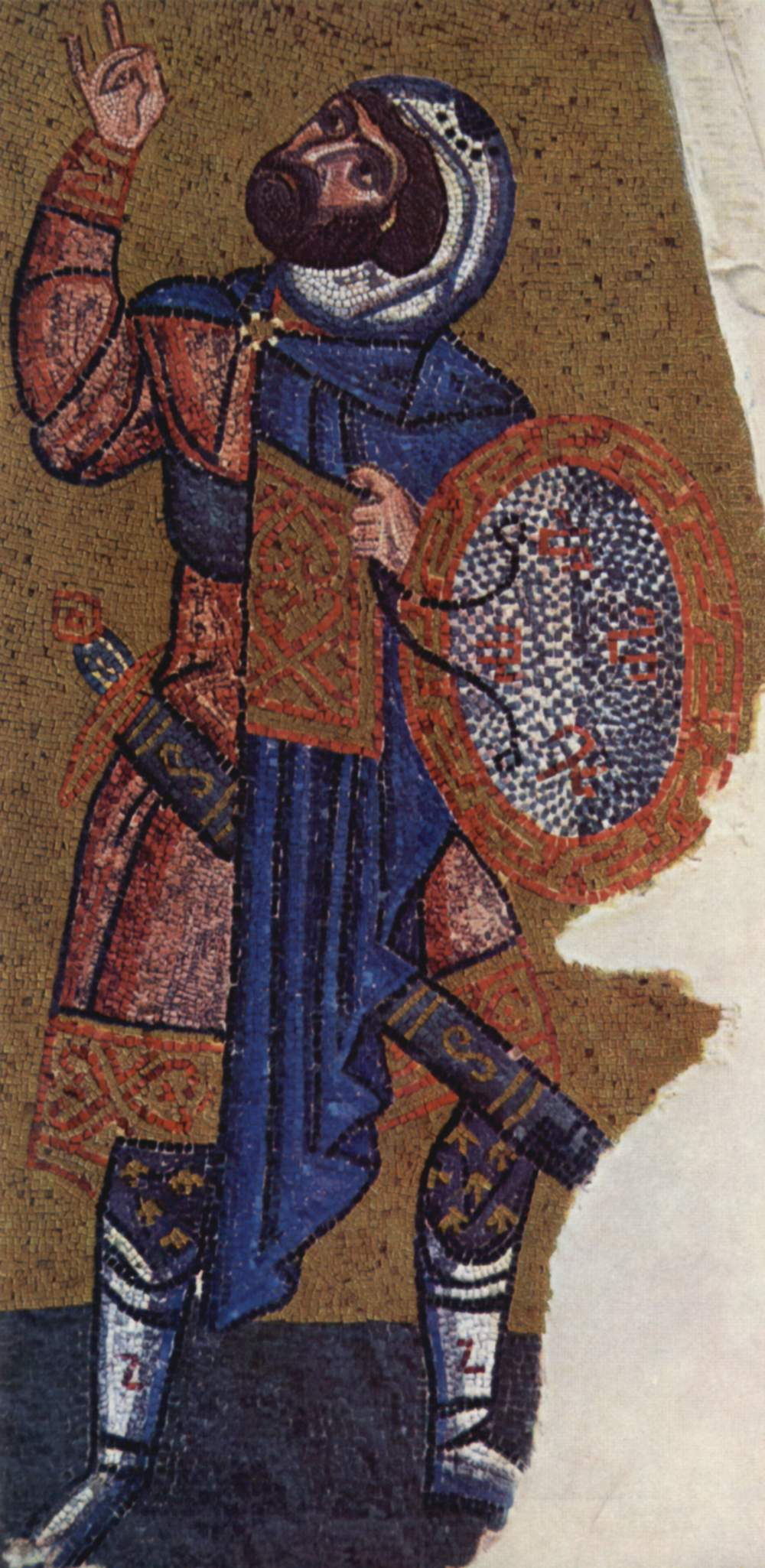
Longin représenté dans l'église Nea Moni à Chios, vers 1050 (Grèce)